# Katil Mboum
Katil Mboum est un village de la commune de Nyambaka située dans la Région de l'Adamaoua et le département de la Vina au Cameroun.

## Localisation et population
Le village Katil Mboum se situe à l'est de la commune de Nyambaka au nord du village Neiminaka
Lors du recensement de 2005, on y a dénombré 359 habitants dont 182 de sexe masculin et 177 de sexe féminin, tandis que les diagnostics du Plan communal de développement (PCD) de la commune de Nyambaka, réalisé en 2015, ont permis de recenser 531 personnes dont 164 de sexe masculin et 367 de sexe féminin.

## Climat
Katil Mboum bénéficie d'un climat tropical avec une température moyenne de 22,2 °C. Le mois de mars est le plus chaud de l'année avec une température moyenne de 24,1 °C tandis qu'août est le mois le plus froid avec une température moyenne de 21,1°. Cependant, cette température peut diminuer jusqu'à atteindre 13,4 °C en janvier, comme elle peut s'élever à 31° en février.
Concernant les précipitations, on note une variation de 287 mm tout au long de l'année entre 288 mm en août et seulement 1 mm en décembre.

## Projets sociaux et économiques
Le Plan communal de développement (PCD) de la commune de Nyambaka, élaboré en 2015 a programmé plusieurs projets pour permettre à la commune de prendre un envol et surpasser ses difficultés. Ces projets impliquaient tous les villages de Nyambaka et notamment Katil Mboum.

### Projets sociaux
Il y avait cinq projets prioritaires, dont le coût estimatif total de 35 800 000 Francs CFA. Deux parmi ces projets se focalisaient sur l'éducation et la formation (la construction et l'équipement d'un bloc de deux salles de classe et la construction d'un centre d'alphabétisation). On a aussi pensé à construire un forage, étudier la création d'une case de passage et étudier la faisabilité pour la construction de deux dos d’ânes sur la nationale numéro 1 au niveau Katil Mboum.

### Projets économiques
Le PCD de la commune de Nyambaka a mis en place trois projets. Le premier concernait la construction d'un parking à camions (ce qui devrait coûter 1 000 000 Francs CFA),le deuxième proposait la construction et l'équipement d'une ferme agricole, dont le coût estimatif total de 5 000 000 Francs CFA, et le troisième (1 000 000 Francs CFA), impliquait la construction d'un magasin de stockage de 6m sur 3m.